# Cyprus Badminton Federation
De Cyprus Badminton Federation (CBF) is de nationale badmintonbond van Cyprus.
De huidige president van de Cypriotische bond is Efthymios Polydorou. Anno 2015 telde de bond 1.000 leden, verdeeld over 15 badmintonclubs. De bond is sinds 1985 aangesloten bij de Europese Bond.